# Renan Lodi
Renan Augusto Lodi dos Santos (Serrana, 1998. április 8. –) brazil válogatott labdarúgó, az el-Hilál játékosa.

## Pályafutása

### Athletico Paranaense
2012-ben csatlakozott az Athletico Paranaense akadémiájához. 2016. október 14-én a Grêmio Foot-Ball Porto Alegrense ellen mutatkozott be a brazil első osztályban. 2018. március 26-án megszerezte első bajnoki gólját a Maringá FC ellen 5–0-ra megnyert mérkőzésen. Három nappal később 2021 márciusáig meghosszabbította szerződését a klubbal. Tiago Nunes érkezésével kezdőjátékos lett és újabb szerződést kapott.

### Atlético Madrid
2019. július 7-én 6 évre írt alá a spanyol Atlético Madrid csapatával.

### Nottingham Forest
2022. augusztus 22-én az angol Premier League-be frissen feljutott Nottingham Forest vette kölcsön a 2022-2023-as szezonra. Első gólját a Tottenham Hotspur elleni Ligakupa-mérkőzésen szerezte a csapatban, 2022. november 9-én. Összesen 28 bajnokin lépett pályára a klub színeiben.

### Marseille
2023. július 14-én jelentette be leigazolását a francia Olympique de Marseille, amely 13 millió eurót fizetett érte az Atléticónak, 20%-os részesedési bónusszal az esetleges későbbi továbbértékesítésből.

### El-Hilál
2024. január 17-én három és félévre aláírt a szaúdi el-Hilál csapatához.

## Sikerei, díjai
- Athletico Paranaense
  - Campeonato Paranaense: 2018, 2019
  - Copa Sudamericana: 2018

- Atlético Madrid
  - La Liga: 2020–21[11]